# Hexham (Australia)
Hexham – miejscowość w Australii, w stanie Nowa Południowa Walia, w odległości 156 km na północ od Sydney. Położona przy drodze Pacific Highway nad rzeką Hunter.